# Onthophagus chloroderus
Onthophagus chloroderus là một loài bọ cánh cứng trong họ Bọ hung (Scarabaeidae).